# Sasaki Yoshikiyo
Sasaki Yoshikiyo est un nom japonais traditionnel ; le nom de famille (ou le nom d'école), Sasaki, précède donc le prénom (ou le nom d'artiste).
Sasaki Yoshikiyo (佐々木 義清, 1161-1242) est un samouraï membre du clan Minamoto et fondateur du clan Izumo-Genji (pt).

## Contexte historique

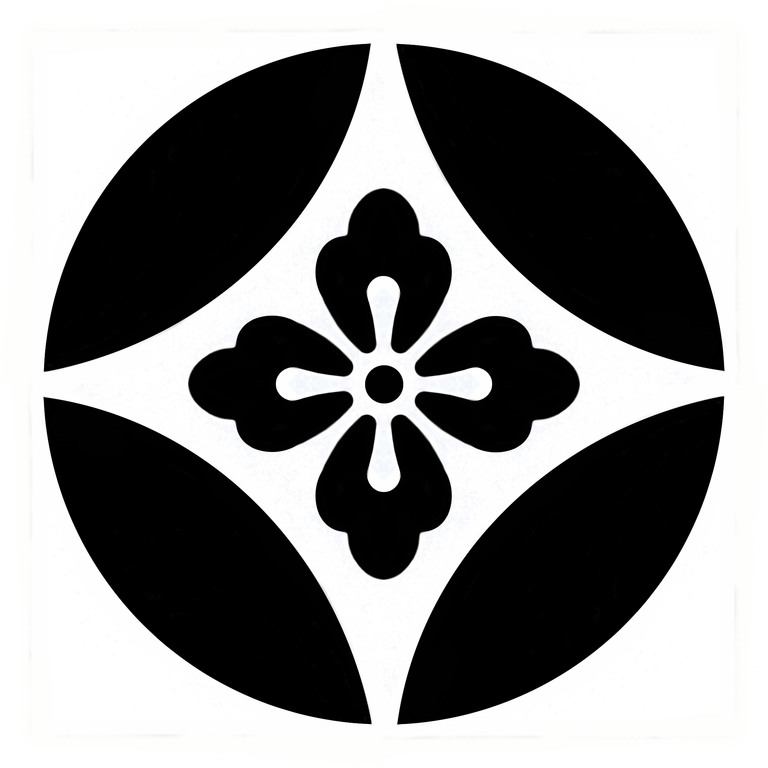
Hana-wachigai ou
Shippō-ni-hanakaku,
emblème du clan Izumo Genji.

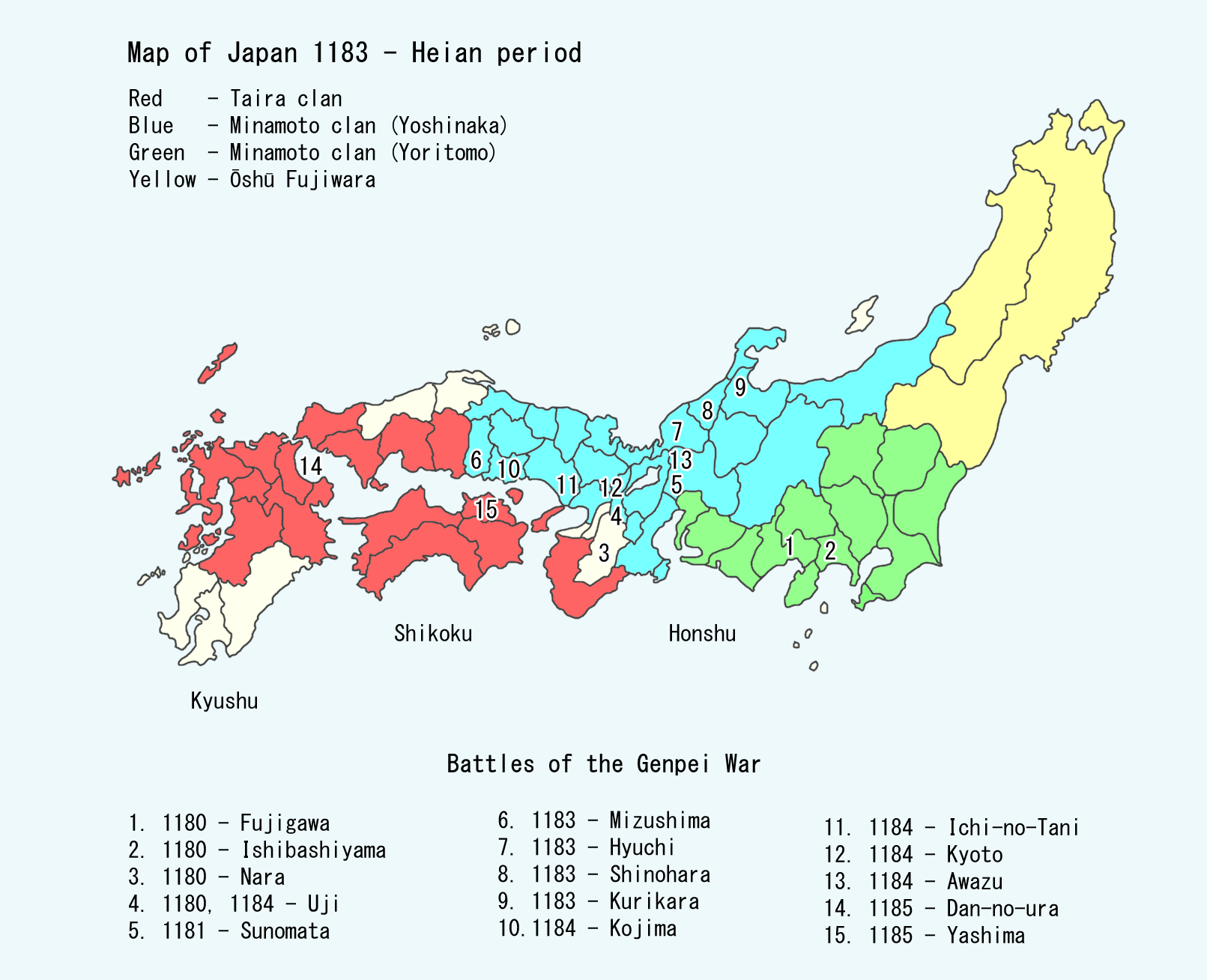
Guerre de Genpei.

Sasaki Yoshikiyo naît 5e fils de Sasaki Hideyoshi, chef du clan Sasaki de la lignée Uda Genji (clan Uda-Gen), basé à Sasaki-no-sho, manoir de Gamo-gun dans la province d'Ōmi. Son père, Hideyoshi Sasaki, a combattu le clan Taira lors des rébellions de Hōgen (1156) et Heiji (1160). En conséquence, Hideyoshi est vaincu dans la guerre Heijin, est privé de son fief et s'éloigne dans la province de Sagami. Shibuya Shigekuni, samouraï de Sagami, respecte le courage de Hideyoshi, raison pour laquelle il lui accorde refuge sur son territoire et lui donne sa fille en mariage. Sasaki Yoshikiyo, né à Sagami en 1161, est le 5e fils de Sasaki Hideyoshi. Sa mère est une fille de Shibuya Shigekuni. Bien que Yoshikiyo a quatre frères aînés, ils sont de mères différentes. Yoshikiyo grandit dans Sagami et épouse une fille de Ōba Kagechika.

## Carrière militaire
Lorsque Minamoto no Yoritomo (chef du clan Genji) lève une armée pour renverser le clan Taira (Heike) en 1180, les beaux-frères de Yoshikiyo se rangent du côté de Yoritomo. Shibuya Shigekuni, grand-père maternel de Yoshikiyo, se range du côté du clan Taira et Oba Kagechika, son beau-frère, prend la tête de l'armée des Taira. La bienveillance de longue date de Shigekuni rend Hideyoshi incapable de se décider. Finalement, bien qu'il se range officiellement aux côtés des Taira, il s'associe en fait à Yoritomo. Son fils Yoshikiyo est confronté au même problème mais il décide in fine de se ranger du côté du clan Taira. Yoshikiyo, qui est aux côtés des Taira, remporte la bataille d'Ishibashiyama qui se trouve être la première bataille d'une série de guerres. D'un autre côté, Yoritomo, du côté des Genji, remporte la bataille de Kise-gawa qui survient ensuite. Yoshikiyo se rend à Yoritomo puis rallie les Minamoto et prend part à la guerre de Genpei. En 1185, les Tairas sont défaits à la bataille de Dan-no-ura. Après la guerre, ses quatre beaux-frères aînés sont félicités de leurs distingués services militaires par Yoritomo et ils obtiennent leur propre domaine féodal. Mais comme Yoshikiyo s'est d'abord trouvé du côté de l'ennemi, il n'obtient aucune récompense. Cependant, il continue de travailler avec ardeur sans amertume. En 1221, éclate la guerre de Jōkyū. Il se range avec le bakufu (shogunat Kamakura) et remporte une victoire lors de cette guerre. Ses services militaires et ses anciens résultats sont loués par le bakufu et il est nommé shugo des provinces d'Oki et d'Izumo.
Devenu gouverneur (shugo) d'Oki et Izumo, il s'installe à Izumo. En 1242, Yoshikiyo meurt à l'âge de 81 ans. Comme sa postérité s'est développée dans cette région, ses descendants l'appellent le « fondateur d'Izumo Genji ».

## Famille (clan Izumo Genji)
- grand-père : Sasaki Tametoshi
  - père : Sasaki Hideyoshi
    - lui-même : Sasaki Yoshikoyo
      - fille ainée : épouse de Nogi Mitsutsuna
      - fils adopté : Nogi Mitsutsuna (ancêtre de Nogi Maresuke)
      - fils ainé : Sasaki Masayoshi
      - deuxième fils : Sasaki Yasukiyo
        - fils ainé de Yasukiyo : Oki Yoshishige
        - 2e fils de Yasukiyo : Oki Tokikiyo
        - 3e fils de Yasukiyo : Enya Yoriyasu
        - 4e fils de Yasukiyo : Toda Yoshiyasu
        - 5e fils de Yasukiyo : Sasaki Shigekiyo
        - 6e fils de Yasukiyo : Gotō Motoaki
        - 7e fils de Yasukiyo : Sasaki Yorikiyo
        - 8e fils de Yasukiyo : Takaoka Muneyasu
        - 9e fils de Yasukiyo : Koshi Yoshinobu
        - 10e fils de Yasukiyo : Komazaki Kiyomura
        - 11e fils de Yasukiyo : Sasaki Kiyoyoshi
        - fille ainée de Yasukiyo : épouse de Momoi Yorinao
        - 2e fille de Yasukiyo : épouse de Sasaki Munetsune
        - 3e fille de Yasukiyo : épouse d'Azuma Rokurōzaemon

## Source de la traduction
- (en) Cet article est partiellement ou en totalité issu de l’article de Wikipédia en anglais intitulé « Sasaki Yoshikiyo » (voir la liste des auteurs).